# パラサング

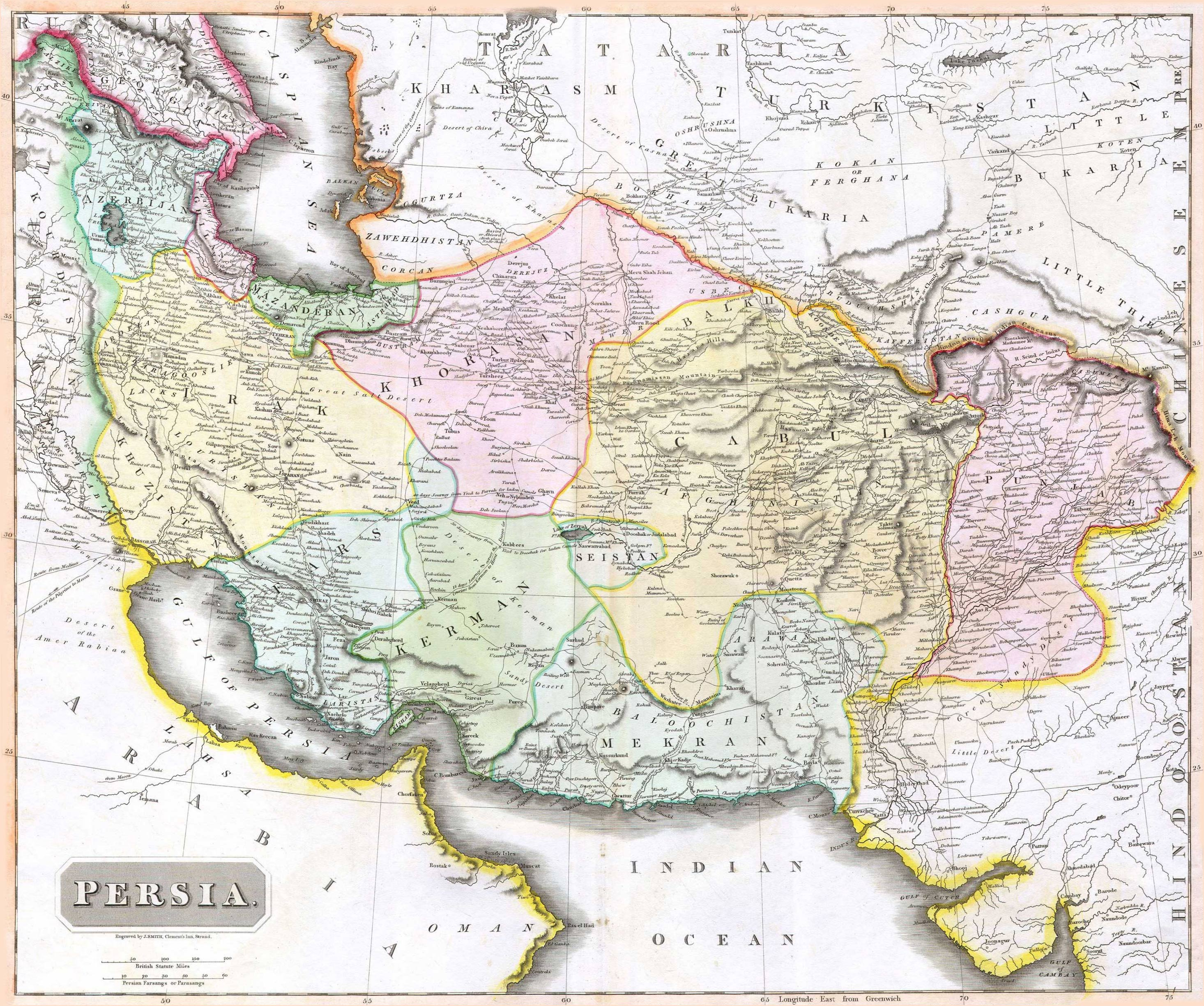
1814年のペルシア（イラン）および周辺地域の地図。左下、PERSIAの文字の下の縮尺表示が、「British Statute Miles」と「Persian Farsangs or Parasangs」の併記になっている。

パラサング（古ペルシア語: parasang）は、古代のイランで用いられた距離の単位である。パラサングは1時間で歩兵が行軍できる距離のことだと言われている。紀元前5世紀のヘロドトスや紀元前4世紀のクセノフォンは、1パラサングを30スタディアとしている。30スタディアをアッティカ地方の尺（1スタディオン＝178.20メートル）により現代の距離の単位に換算すると 5.35 キロメートルに相当し、昔から言われている「1時間で歩兵が行軍できる距離」におおむね合致する。
パラサングは新ペルシア語ではファルサング（farsang）とかたちを変え、アラブではファルサフ（farsakh）とアラビア語化して使われている。19世紀のルリスターンでは1ファルサングは太鼓をたたく音が届く距離と言われていた。
ファルサフ(アラビア語：فرسخ)とは、アラビア語圏で用いられる距離の単位であり、パラサングがアラビア語化したものである。クルアーンやハディースの中で距離の単位として使用されている。たとえば「フダイビーヤとはマッカから6ファルサフのところにある泉」などと書かれている。1ファルサフが何メートルなのかについては諸説あり、時代によっても異なる。現代の一般的な見解では約5～6キロメートルぐらいとされている。
1. 1 2 3 4 5  Bivar, A. D. H. (2000). "WEIGHTS AND MEASURES i. PRE-ISLAMIC PERIOD". Encyclopaedia Iranica. 2023年10月4日閲覧。
2. ↑  Houtum-Schindler, Albert (1888), “On the Length of the Persian Farsakh”, Proceedings of the Royal Geographical Society and Monthly Record of Geography, New Monthly Series 10 (9):  584–588, doi:10.2307/1800976, JSTOR 1800976.